# Tossal dels Gramenals
El Tossal dels Gramenals és una muntanya de 416 metres que es troba al municipi de Castelldans, a la comarca catalana de les Garrigues.